# Яник Синер
Яник Синер (на италиански: Jannik Sinner) е италиански тенисист.

## Биография
Яник Синер е роден на 16 август 2001 г. в Инихен/Сан Кандидо в района на Южен Тирол в Северна Италия, в римокатолическото семейството на Ханспетер и Зиглинде Синер. Той израства в град Сесто, където баща му и майка му работят като готвач и сервитьорка в ски хижа. Той има брат на име Марк. Синър започва да кара ски и да играе тенис на три години. Той е един от най-добрите скиори в Италия при юношите от осем до дванадесет години и печели националния шампионат по гигантски слалом на осем години, става национален вицешампион на дванадесет години.
Докато тренира ски, Синър се отказва от тениса за една година на седемгодишна възраст. Баща му го кара да се върне към тениса. След като възобновява играта, той започва да работи с Хериберт Майър като негов първи треньор. Въпреки това тенисът е едва третият му приоритет след ските и футбола.
На тринадесетгодишна възраст Синер решава да се откаже от ските и футбола в полза на тениса. Той го предпочита пред ските, защото иска да се състезава директно срещу опонент и да има по-голям диапазон на грешки в хода на цял мач. Той иска да е в индивидуален спорт, където може да взема всички решения, възможност, която няма да има в отборен спорт като футбола. Сам решава да се премести в Бордигера на италианската Ривиера, за да тренира в Пиати Тенис Център при Рикардо Пиати и Масимо Сартори, решение, което родителите му подкрепят. В школата Синер живее със семейството на Лука Цветкович, един от неговите треньори. Преди да започне да тренира тенис на пълен работен ден с Пиати, той е играл само два пъти седмично.

## Кариера

### Младша кариера
Яник Синер започва през 2016 година да играе в ITF Junior Circuit, най-важната юношеска обиколка, която се управлява от Международната федерация по тенис (ITF). Въпреки че има ограничен успех като юноша, той се премества в професионалната обиколка след края на 2017 г. Никога не е участвал в основната схема на събития от високо ниво от клас 1 на сингъл, а единственият турнир от по-високо ниво от клас А, в който участва е Трофео Бонфильо. Той никога не е играл в нито един от турнирите от Големия шлем за юноши. Тъй като участва в малко турнири на високо ниво, най-високото му юношеско класиране е сравнително ниско №133.

### Професионална кариера
Яник Синер започва да играе на ITF Men's Circuit в началото на 2018 г. С ниското си класиране той може да бъде приет директно само в ITF Фючърс турнири. Въпреки това, той получава уайлд кард за турнири от ATP Чалънджър тур, второто ниво организирано от Асоциацията на професионалистите по тенис (ATP), през втората половина на годината. Единствената му ITF титла за годината е на двойки, той завършва сезона под номер 551.
Става един от малкото играчи, печелили множество титли от ATP Чалънджър тур на 17-годишна възраст. Той печели наградата ATP за новодошъл на годината през 2019 г., след като пробива в топ 100, постига първия си ATP полуфинал и печели Next Generation ATP Finals в Милано.
Синър продължава изкачването си в топ 50 през 2020 г. с първата си победа над играч от топ 10, стига до четвъртфинал на Откритото първенство на Франция (като става най-младият четвъртфиналист на сингъл при мъжете след Новак Джокович през 2006 г.) и печели първата си ATP титла на София Оупън 2020 г. Той има силен старт на 2021 г., печели втората си поредна титла от ATP и стига финал от Мастърс 1000 на Маями Оупън. На 1 ноември 2021 г. той става първият играч, роден в началото на века, който влиза в топ 10 на ATP. Синер печели първата си титла от Мастърс 1000 на Канада Оупън през 2023 г. в Торонто.
Той е класиран най-високо като номер 1 в света от ATP, което го прави най-високо класираният италиански тенисист в историята. 
Към 27 септември 2021 г. най-високото му класиране на двойки е номер 124.
Синер печели 15 титли от ATP Tour на сингъл, включително титла от Мастърс 1000 на Канада Оупън през 2023 г. и една на двойки.

## Кариерна статистика

#### Титли на турнири отГолям шлем(4)
| година | турнир       | съперник          | резултат                |
| ------ | ------------ | ----------------- | ----------------------- |
| 2024   | ОП Австралия | Даниил Медведев   | 3–6, 3–6, 6–4, 6–4, 6–3 |
| 2024   | ОП САЩ       | Тейлър Фриц       | 6–3, 6–4, 7–5           |
| 2025   | ОП Австралия | Александър Зверев | 6–3, 7–6(7–4), 6–3      |
| 2025   | Уимбълдън    | Карлос Алкарас    | 4–6, 6–4, 6–4, 6–4      |

#### Финали на турнири отГолям шлем(1)
| година | турнир      | съперник       | резултат                                |
| ------ | ----------- | -------------- | --------------------------------------- |
| 2025   | Ролан Гарос | Карлос Алкарас | 6–4, 7–6(7–4), 4–6, 6–7(3–7), 6–7(2–10) |

#### Титли на Финалния турнирСветовния Тур на ATP(1)
| година | място  | финален турнир    | съперник във финала | резултат |
| ------ | ------ | ----------------- | ------------------- | -------- |
| 2024   | Торино | Тенис Мастърс Къп | Тейлър Фриц         | 6–4, 6–4 |

#### Финали на Финалния турнирСветовния Тур на ATP(1)
| година | място  | финален турнир    | съперник във финала | резултат |
| ------ | ------ | ----------------- | ------------------- | -------- |
| 2023   | Торино | Тенис Мастърс Къп | Новак Джокович      | 3–6, 3–6 |

#### Титли оттурнири от сериите Мастърс(4)
| година | турнир          | съперник във финала | резултат      |
| ------ | --------------- | ------------------- | ------------- |
| 2023   | Канада Оупън    | Алекс де Минор      | 6–4, 6–1      |
| 2024   | Маями Оупън     | Григор Димитров     | 6–3, 6–1      |
| 2024   | Синсинати Оупън | Френсис Тиафо       | 7–6(7–4), 6–2 |
| 2024   | Шанхай Мастърс  | Новак Джокович      | 7–6(7–4), 6–3 |

#### Финали натурнири от сериите Мастърс(4)
| година | турнир          | съперник във финала | резултат        |
| ------ | --------------- | ------------------- | --------------- |
| 2021   | Маями Оупън     | Хуберт Хуркач       | 6–7(4–7), 4–6   |
| 2023   | Маями Оупън     | Даниил Медведев     | 5–7, 3–6        |
| 2025   | Италия Оупън    | Карлос Алкарас      | 6–7(5–7), 1–6   |
| 2025   | Синсинати Оупън | Карлос Алкарас      | 0–5, отказва се |

### ATP финали (20 титли; 28 финала)
|        | П–З  | Година | Турнир                 | Клас         | Настилка   | Опонент           | Резултат                                |
| ------ | ---- | ------ | ---------------------- | ------------ | ---------- | ----------------- | --------------------------------------- |
| Победа | 1–0  | 2020   | София Оупън            | 250 серии    | Твърда (з) | Васек Поспишил    | 6–4, 3–6, 7–6(7–3)                      |
| Победа | 2–0  | 2021   | Грейт Оушън Роуд Оупън | 250 серии    | Твърда     | Стефано Травалия  | 7–6(7–4), 6–4                           |
| Загуба | 2–1  | 2021   | Маями Оупън            | Мастърс 1000 | Твърда     | Хуберт Хуркач     | 6–7(4–7), 4–6                           |
| Победа | 3–1  | 2021   | Вашингтон Оупън        | 500 серии    | Твърда     | Макензи Макдоналд | 7–5, 4–6, 7–5                           |
| Победа | 4–1  | 2021   | София Оупън            | 250 серии    | Твърда (з) | Гаел Монфис       | 6–3, 6–4                                |
| Победа | 5–1  | 2021   | Юръпиън Оупън          | 250 серии    | Твърда (з) | Диего Шварцман    | 6–2, 6–2                                |
| Победа | 6–1  | 2022   | Хърватия Оупън         | 250 серии    | Клей       | Карлос Алкарас    | 6–7(5–7), 6–1, 6–1                      |
| Победа | 7–1  | 2023   | Сюд дьо Франс          | 250 серии    | Твърда (з) | Максим Креси      | 7–6(7–3), 6–3                           |
| Загуба | 7–2  | 2023   | Ротердам Оупън         | 500 серии    | Твърда (з) | Даниил Медведев   | 7–5, 2–6, 2–6                           |
| Загуба | 7–3  | 2023   | Маями Оупън            | Мастърс 1000 | Твърда     | Даниил Медведев   | 5–7, 3–6                                |
| Победа | 8–3  | 2023   | Канада Оупън (Торонто) | Мастърс 1000 | Твърда     | Алекс де Минор    | 6–4, 6–1                                |
| Победа | 9–3  | 2023   | Чайна Оупън            | 500 серии    | Твърда     | Даниил Медведев   | 7–6(7–2), 7–6(7–2)                      |
| Победа | 10–3 | 2023   | Виена Оупън            | 500 серии    | Твърда (з) | Даниил Медведев   | 7–6(9–7), 4–6, 6–3                      |
| Загуба | 10–4 | 2023   | Мастърс Къп (Торино)   | ATP Финали   | Твърда (з) | Новак Джокович    | 3–6, 3–6                                |
| Победа | 11–4 | 2024   | ОП Австралия           | Голям шлем   | Твърда     | Даниил Медведев   | 3–6, 3–6, 6–4, 6–4, 6–3                 |
| Победа | 12–4 | 2024   | Ротердам Оупън         | 500 серии    | Твърда (з) | Алекс де Минор    | 7–5, 6–4                                |
| Победа | 13–4 | 2024   | Маями Оупън            | Мастърс 1000 | Твърда     | Григор Димитров   | 6–3, 6–1                                |
| Победа | 14–4 | 2024   | Хале Оупън             | 500 серии    | Трева      | Хуберт Хуркач     | 7–6(10–8), 7–6(7–2)                     |
| Победа | 15–4 | 2024   | Синсинати Оупън        | Мастърс 1000 | Твърда     | Френсис Тиафо     | 7–6(7–4), 6–2                           |
| Победа | 16–4 | 2024   | ОП САЩ                 | Голям шлем   | Твърда     | Тейлър Фриц       | 6–3, 6–4, 7–5                           |
| Загуба | 16–5 | 2024   | Чайна Оупън            | 500 серии    | Твърда     | Карлос Алкарас    | 7–6(8–6), 4–6, 6–7(3–7)                 |
| Победа | 17–5 | 2024   | Шанхай Мастърс         | Мастърс 1000 | Твърда     | Новак Джокович    | 7–6(7–4), 6–3                           |
| Победа | 18–5 | 2024   | Мастърс Къп (Торино)   | ATP Финали   | Твърда (з) | Тейлър Фриц       | 6–4, 6–4                                |
| Победа | 19–5 | 2025   | ОП Австралия           | Голям шлем   | Твърда     | Александър Зверев | 6–3, 7–6(7–4), 6–3                      |
| Загуба | 19–6 | 2025   | Италия Оупън           | Мастърс 1000 | Клей       | Карлос Алкарас    | 6–7(5–7), 1–6                           |
| Загуба | 19–7 | 2025   | Ролан Гарос            | Голям шлем   | Клей       | Карлос Алкарас    | 6–4, 7–6(7–4), 4–6, 6–7(3–7), 6–7(2–10) |
| Победа | 20–7 | 2025   | Уимбълдън              | Голям шлем   | Трева      | Карлос Алкарас    | 4–6, 6–4, 6–4, 6–4                      |
| Загуба | 20–8 | 2025   | Синсинати Оупън        | Мастърс 1000 | Твърда     | Карлос Алкарас    | 0–5, отказва се                         |